# No Way Up
No Way Up ist ein US-amerikanischer Katastrophenfilm mit Horrorelementen.

## Handlung
Auf einem Linienflug von Los Angeles nach Los Cabos kollidiert das Flugzeug mit einem Vogelschwarm und stürzt in den Pazifischen Ozean; dabei kommen beide Piloten und mehrere Passagiere ums Leben. Die verbleibenden Überlebenden, Ava (die Tochter eines prominenten Politikers) und ihr Freund Jed, dessen Freund Kyle, ein junges Mädchen namens Rosa, das mit ihren Großeltern reist, Avas persönlicher Leibwächter Brandon und Flugbegleiter Danilo, sind im Inneren des Rumpfes in einer Luftblase gefangen. Das Flugzeug liegt komplett unter dem Ozean auf einem Felssockel und droht in die Tiefe abzurutschen.
Zunächst übernimmt Brandon das Kommando und fordert die Überlebenden auf, an Ort und Stelle zu bleiben und auf Rettung zu warten. Auf dem Weg, einen Sauerstofftank von der Vorderseite des untergetauchten Flugzeugs zu holen, greift ein Hai Brandon durch eine Öffnung in der Seite des Flugzeugrumpfs an. Es gelingt ihm zwar in die Luftblase zurückzukehren, doch schon bald wird er vom Hai wieder unter Wasser gezogen.
Kyles Arm wurde bei dem Absturz schwer verletzt, weshalb die Großmutter des Mädchens, Mardy „Nana“, eine ehemalige Armeekrankenschwester, ihn in der Heckküche mit einer provisorischen Schiene behandelt. Unterdessen trifft ein Rettungsteam per Hubschrauber ein, um nach dem vermissten Flugzeug zu suchen. Die verbleibenden Überlebenden streiten darüber, wie sie weiter vorgehen sollen, und kommen zu dem Schluss, dass sie das tun sollten, was Brandon getan hätte. Ava argumentiert, dass sie noch drei bis vier Stunden Sauerstoff haben, bevor ihnen die Luft ausgeht. Jed erklärt, dass die strukturelle Integrität des Rumpfes sie irgendwann nicht mehr schützen kann und sie im Inneren zerquetschen wird. In diesem Moment rutscht das Flugzeugwrack die Felswand hinunter und zieht die Überlebenden tiefer in den Ozean, bevor es am Rand einer Klippe liegen bleibt, die in einen dunklen Abgrund führt.
Die Überlebenden beschließen, das Flugzeug zu verlassen und an die Oberfläche zu schwimmen. Rosa erklärt, dass Haie Angst vor Luftblasen haben und dass man sie mit Blasen aus ihren aufblasbaren Schwimmwesten verscheuchen könne. Ava begibt sich auf die Suche nach Tauchausrüstung. Währenddessen entdeckt der Rettungshubschrauber Trümmerteile des Flugzeugs auf der Wasseroberfläche. Zwei Rettungstaucher werden losgeschickt, um das Wrack zu untersuchen. Sie treffen auf das zerstörte Flugzeug und nehmen Kontakt zu den Überlebenden auf, werden jedoch von hinten von einem Hai angegriffen. Einer der Taucher wird vom Hai weggezerrt.
Die Überlebenden suchen nach dem zweiten Taucher und werden von dem Hai angegriffen, der Jeds Bein unterhalb des Knies abbeißt. Er gerät bald in einen Schockzustand und stirbt. Ava holt eine Tasche mit Tauchausrüstung aus dem Gepäckbereich unter dem Flugzeug, und die Überlebenden bereiten sich darauf vor, an die Oberfläche zu schwimmen. Kyle erklärt, dass er aus Furcht nicht an die Oberfläche schwimmen kann, und erzählt von einem Moment in seiner Kindheit, als er in das tiefe Ende eines Beckens tauchte und Angst hatte wiederaufzutauchen. Schließlich überzeugen sie ihn, mit ihnen das Flugzeug zu verlassen.
Das beschädigte Cockpit bricht vom Flugzeugrumpf ab und stürzt in die dunkle Schlucht unterhalb der Klippe. Nana fordert Ava auf, sich um Rosa zu kümmern und erklärt, dass sie das Flugzeug nicht verlassen wird, da dies die Gruppe nur verlangsamen würde. Während die verbleibenden Überlebenden durch den untergetauchten Rumpf zum Ausstiegsloch schwimmen, treffen sie auf den Hai, der auf sie zuschwimmt. Ava nutzt die Blasen aus ihrer Schwimmweste, um den Hai davon abzuhalten, näherzukommen. Kyle atmet ein letztes Mal Luft, kurz bevor er vom Hai heftig angegriffen wird, und ermöglicht den übrigen Überlebenden, das Flugzeug zu verlassen. Auf dem Weg nach draußen finden sie den vermissten Taucher, der offenbar vom Hai getötet wurde, und nutzen seinen Sauerstoffvorrat, um Luft zu holen.
Ava gibt Danilo und Rosa die verbliebenen beiden Sauerstoffflaschen. Als sie das Flugzeug verlassen, blasen sie ihre Schwimmwesten auf und schweben schnell an die Oberfläche. Ava will gerade das Flugzeug verlassen, als sie den Hai entdeckt, der direkt auf sie zukommt. Ohne Sauerstoff gelingt es ihr, durch das Loch zu entkommen, gerade als das Wrack von der Klippe in den dunklen Abgrund rutscht. Als Ava versucht, die Oberfläche zu erreichen, geht ihr der Sauerstoff aus, aber ihre Schwimmweste trägt sie trotzdem an die Oberfläche. Nach kurzer Bewusstlosigkeit kommt sie wieder zu Atem, umgeben von nichts auf der riesigen Weite des Ozeans treibend.
Sie findet Rosas Stofftier im Wasser schwimmend, aber die anderen Überlebenden sind nirgendwo zu sehen. Schließlich kommt der Rettungshubschrauber und holt Ava ab. An Bord findet sie Danilo und Rosa vor. Der Pilot fragt, ob noch jemand da sei. Ava schüttelt den Kopf. Rosa erkundigt sich nach Nana, aber Ava umarmt sie weinend. Rosa wirft ihr Stofftier als Hommage an ihre Großeltern und die anderen toten Passagiere zurück ins Meer, während der Hubschrauber die Überlebenden in Sicherheit fliegt.

## Kritik
„[…] ein neuer Streifen bei Amazon – […] qualitativ echt unterirdisch.“